# Women in Music Pt. III
Albums de Haim
Something to Tell You
(2017)
Singles
1. Summer Girl (en)
Sortie : 31 juillet 2019
2. Now I'm in It (en)
Sortie : 30 octobre 2019
3. Hallelujah
Sortie : 18 novembre 2019
4. The Steps
Sortie : 3 mars 2020
5. I Know Alone
Sortie : 29 avril 2020
6. Don't Wanna
Sortie : 21 mai 2020

Women in Music Pt. III est le troisième album studio du groupe de pop rock américain Haim. Il est sorti le 26 juin 2020.

## Accueil critique

### Critiques
Sur le site web Metacritic, l'album Women in Music Pt. III obtient la note de 89/100, moyenne calculée à partir de vingt-trois critiques.

### Classements des critiques
| Publication          | Classement                        | Position | Réf.   |
| -------------------- | --------------------------------- | -------- | ------ |
| Billboard            | Les 50 meilleurs albums de 2020   | 10       | [ 20 ] |
| Entertainment Weekly | Les 15 meilleurs albums de 2020   | 7        | [ 21 ] |
| Exclaim!             | Les 50 meilleurs albums de 2020   | 6        | [ 22 ] |
| Gaffa                | Les 20 meilleurs albums étrangers | 15       | [ 23 ] |
| Gigwise (en)         | Les 51 meilleurs albums de 2020   | 7        | [ 24 ] |
| The Line of Best Fit | Les meilleurs albums de 2020      | 48       | [ 25 ] |
| Mojo                 | Les 75 meilleurs albums de 2020   | 39       | [ 26 ] |
| NPR                  | Les meilleurs albums de 2020      | 11       | [ 27 ] |
| OOR (en)             | Liste de fin d'année 2020         | 10       | [ 28 ] |
| Paste                | Les 50 meilleurs albums de 2020   | 42       | [ 29 ] |
| The Plain Dealer     | Les meilleurs albums de 2020      | 8        | [ 30 ] |
| PopMatters           | Les 60 meilleurs albums de 2020   | 4        | [ 31 ] |
| Radio X              | Les meilleurs albums de 2020      | NC       | [ 32 ] |
| Rolling Stone        | Les 50 meilleurs albums de 2020   | 14       | [ 33 ] |
| Stereogum            | Les 50 meilleurs albums de 2020   | 4        | [ 34 ] |
| Uncut                | Les 75 meilleurs albums de 2020   | 51       | [ 35 ] |
| Uproxx               | Les meilleurs albums de 2020      | 8        | [ 36 ] |

## Liste des pistes
| Édition standard | Édition standard       | Édition standard                                                                             | Édition standard | Édition standard | Édition standard | Édition standard | Édition standard | Édition standard | Édition standard |
| No               | Titre                  | Auteur                                                                                       | Durée            |                  |                  |                  |                  |                  |                  |
| ---------------- | ---------------------- | -------------------------------------------------------------------------------------------- | ---------------- | ---------------- | ---------------- | ---------------- | ---------------- | ---------------- | ---------------- |
| 1.               | Los Angeles            | - Danielle Haim - Este Haim - Alana Haim - Rostam Batmanglij - Ariel Rechtshaid              | 3:20             |                  |                  |                  |                  |                  |                  |
| 2.               | The Steps              | - Danielle Haim - Este Haim - Alana Haim - Rostam Batmanglij - Ariel Rechtshaid              | 4:07             |                  |                  |                  |                  |                  |                  |
| 3.               | I Know Alone           | - Danielle Haim - Este Haim - Alana Haim - Rostam Batmanglij - Ariel Rechtshaid - Buddy Ross | 3:46             |                  |                  |                  |                  |                  |                  |
| 4.               | Up from a Dream        | - Danielle Haim - Este Haim - Alana Haim - Rostam Batmanglij - Ariel Rechtshaid              | 3:17             |                  |                  |                  |                  |                  |                  |
| 5.               | Gasoline               | - Danielle Haim - Este Haim - Alana Haim - Rostam Batmanglij                                 | 3:13             |                  |                  |                  |                  |                  |                  |
| 6.               | 3AM                    | - Danielle Haim - Este Haim - Alana Haim - Tommy King - Rostam Batmanglij - Ariel Rechtshaid | 3:10             |                  |                  |                  |                  |                  |                  |
| 7.               | Don't Wanna            | - Danielle Haim - Este Haim - Alana Haim - Rostam Batmanglij                                 | 3:21             |                  |                  |                  |                  |                  |                  |
| 8.               | Another Try            | - Danielle Haim - Este Haim - Alana Haim - Rostam Batmanglij - Ariel Rechtshaid              | 3:25             |                  |                  |                  |                  |                  |                  |
| 9.               | Leaning on You         | - Danielle Haim - Este Haim - Alana Haim - Rostam Batmanglij                                 | 3:21             |                  |                  |                  |                  |                  |                  |
| 10.              | I've Been Down         | - Danielle Haim - Este Haim - Alana Haim - Rostam Batmanglij                                 | 2:51             |                  |                  |                  |                  |                  |                  |
| 11.              | Man from the Magazine  | - Danielle Haim - Este Haim - Alana Haim                                                     | 2:06             |                  |                  |                  |                  |                  |                  |
| 12.              | All That Ever Mattered | - Danielle Haim - Este Haim - Alana Haim - Rostam Batmanglij - Ariel Rechtshaid              | 2:30             |                  |                  |                  |                  |                  |                  |
| 13.              | FUBT                   | - Danielle Haim - Este Haim - Alana Haim - Rostam Batmanglij - Tayla Parks                   | 3:13             |                  |                  |                  |                  |                  |                  |
| 41:40            |                        |                                                                                              |                  |                  |                  |                  |                  |                  |                  |

| Pistes bonus | Pistes bonus       | Pistes bonus                                                                                             | Pistes bonus | Pistes bonus | Pistes bonus | Pistes bonus | Pistes bonus | Pistes bonus | Pistes bonus |
| No           | Titre              | Auteur                                                                                                   | Durée        |              |              |              |              |              |              |
| ------------ | ------------------ | --- | ------------ | ------------ | ------------ | ------------ | ------------ | ------------ | ------------ |
| 14.          | Now I'm in It (en) | - Danielle Haim - Este Haim - Alana Haim - Rostam Batmanglij - Ramesh Srivastava (en) - Ariel Rechtshaid | 3:24         |              |              |              |              |              |              |
| 15.          | Hallelujah         | - Danielle Haim - Este Haim - Alana Haim - Tobias Jesso Jr.                                              | 3:10         |              |              |              |              |              |              |
| 16.          | Summer Girl (en)   | - Danielle Haim - Este Haim - Alana Haim - Rostam Batmanglij - Ariel Rechtshaid - Lou Reed               | 3:25         |              |              |              |              |              |              |
| 51:39        |                    | |              |              |              |              |              |              |              |

## Classements
| Classement (2020)               | Meilleure position |
| ------------------------------- | ------------------ |
| Allemagne (Media Control AG)    | 27                 |
| Australie (ARIA)                | 7                  |
| Autriche (Ö3 Austria Top 40)    | 25                 |
| Belgique (Flandre Ultratop)     | 20                 |
| Canada (Canadian Albums)        | 37                 |
| Écosse (OCC)                    | 2                  |
| États-Unis (Billboard 200)      | 13                 |
| États-Unis (Alternative Albums) | 1                  |
| États-Unis (Top Rock Albums)    | 1                  |
| France (SNEP)                   | 187                |
| Irlande (IRMA)                  | 5                  |
| Norvège (VG-lista)              | 33                 |
| Nouvelle-Zélande (RIANZ)        | 37                 |
| Pays-Bas (Mega Album Top 100)   | 41                 |
| Portugal (AFP)                  | 30                 |
| Royaume-Uni (UK Albums Chart)   | 1                  |
| Suède (Sverigetopplistan)       | 55                 |
| Suisse (Schweizer Hitparade)    | 11                 |

| Classement (2020)            | Position |
| ---------------------------- | -------- |
| États-Unis (Top Rock Albums) | 99       |